# Оупп (Алабама)
Оупп (англ. Opp) — місто (англ. city) в США, в окрузі Ковінгтон штату Алабама. Населення — 6771 особа (2020).

## Географія
Оупп розташований за координатами 31°17′4″ пн. ш. 86°15′27″ зх. д. / 31.28444° пн. ш. 86.25750° зх. д. (31.284375, -86.257442).  За даними Бюро перепису населення США в 2010 році місто мало площу 63,69 км², з яких 61,29 км² — суходіл та 2,40 км² — водойми.

## Демографія
Згідно з переписом 2010 року, у місті мешкало 6659 осіб у 2749 домогосподарствах у складі 1823 родин. Густота населення становила 105 осіб/км².  Було 3162 помешкання (50/км²).
Расовий склад населення:
| - 80,9 % — білих - 16,7 % — чорних або афроамериканців - 0,6 % — корінних американців - 0,3 % — азіатів |

До двох чи більше рас належало 1,2 %. Частка іспаномовних становила 0,9 % від усіх жителів.
За віковим діапазоном населення розподілялося таким чином: 23,7 % — особи молодші 18 років, 55,5 % — особи у віці 18—64 років, 20,8 % — особи у віці 65 років та старші. Медіана віку мешканця становила 42,8 року. На 100 осіб жіночої статі у місті припадало 83,5 чоловіків;  на 100 жінок у віці від 18 років та старших — 79,1 чоловіків також старших 18 років.
Середній дохід на одне домашнє господарство  становив 49 760 доларів США (медіана — 34 695), а середній дохід на одну сім'ю — 58 522 долари (медіана — 44 425). Медіана доходів становила 42 813 долари для чоловіків та 25 593 долари для жінок. За межею бідності перебувало 25,9 % осіб, у тому числі 43,3 % дітей у віці до 18 років та 9,7 % осіб у віці 65 років та старших.
Цивільне працевлаштоване населення становило 2168 осіб. Основні галузі зайнятості: освіта, охорона здоров'я та соціальна допомога — 19,0 %, роздрібна торгівля — 15,7 %, виробництво — 15,1 %.